# Pia Guerra
Pia Guerra, née en 1971 dans le New Jersey, est une auteure de bande dessinée canadienne surtout connue comme dessinatrice et co-créatrice de la série Y, le dernier homme (2002-2008), qui lui a valu deux prix Eisner. Elle est mariée à l'auteur Ian Boothby.

## Prix et récompenses
- 2003 : Prix Harvey de la meilleure nouvelle série pour Y, le dernier homme (avec Brian K. Vaughan et Jose Marzan, Jr.)
- 2006 : Prix Joe Shuster de la meilleure dessinatrice pour Y, le dernier homme n°30-31 et 36-39 et Spider-Man Unlimited n°10
- 2008 : Prix Eisner de la meilleure série pour Y, le dernier homme (avec Brian K. Vaughan et Jose Marzan, Jr.)
- 2008 : Prix Eisner de la meilleure équipe dessinateur/encreur  pour Y, le dernier homme (avec Jose Marzan, Jr.)
- 2009 : Prix Harvey du meilleur numéro pour Y: The Last Man n°60 (avec Brian K. Vaughan)